# Rola (tygodnik)
Rola – polski tygodnik o charakterze antysemickim wydawany przez Jana Jeleńskiego od 1881 do 1912 roku, stanowił forum środowiska tzw. „rolarzy” głoszącego antysemityzm gospodarczy, unarodowienie przemysłu i handlu, stojącego w opozycji do pozytywizmu i laicyzacji społeczeństwa.
Pierwsze antysemickie broszury Jeleński wydawał już w latach 70. XIX wieku, jednak w 1881 r. stracił dotychczasową pracę i postanowił odtąd utrzymywać się z wydawania prasy. Nie otrzymał koncesji na nowe pismo, w związku z czym odkupił istniejący już „Tygodnik Rolniczy” i zmienił jego nazwę. Nowy tytuł miał sugerować przywiązanie redakcji do ojczystej ziemi. W czasopiśmie ukazywały się felietony, artykuły publicystyczne, teksty prozatorskie (opowiadania i powieści w odcinkach) o tematyce antysemickiej czy listy osób sprzedających ziemię Żydom. 
Tygodnik był wydawany w Warszawie w latach 1881–1912. Redaktorem naczelnym był sam Jan Jeleński, a od 1908 jego syn Szczepan Jeleński. Nakład pisma nie przekraczał 3000 egzemplarzy. Do „Roli” pisał polski powieściopisarz i krytyk literacki Teodor Jeske-Choiński.